# Oligacanthorhynchus minor
Oligacanthorhynchus minor är en hakmaskart som beskrevs av Machado 1964. Oligacanthorhynchus minor ingår i släktet Oligacanthorhynchus och familjen Oligacanthorhynchidae. Inga underarter finns listade i Catalogue of Life.